# Sanjiao, Qijiang
Sanjiao (kinesiska: 三角) är en köping i sydvästra Kina. Den ligger i stadsdistriktet Qijiang i storstadsområdet Chongqing, omkring 59 kilometer söder om det centrala stadsdistriktet Yuzhong. Antalet invånare är 35 486. Befolkningen består av 17 490 kvinnor och 17 996 män. Barn under 15 år utgör 17,0 %, vuxna 15-64 år 65 %, och äldre över 65 år 16,0 %.